# Missa a due cori (M. Haydn)
La Missa a due cori o Missa Hispanica Klafsky I:17, MH 422, del compositor austriaco Michael Haydn, fue probablemente escrita para España, pero no hay evidencia de que alguna vez se haya interpretado allí durante la vida de Haydn. La misa está escrita para 2 oboes, 2 fagotes, 2 cornos en Do bajo, Fa y Sol, 2 trompetas en Do, timbales, cuerdas, bajo continuo, solistas cantantes soprano, alto, tenor y bajo, y dos coros mixtos.
La configuración de la misa está dividada en seis movimientos:
1. "Kyrie" Largo, Do mayor, 4/4
—"Kyrie eleison" Allegro, 3/4
2. "Gloria" Allegro con spirito, Do mayor, 4/4
3. "Credo" Vivace, Do mayor, 3/4
—"Et incarnatus est..." Adagio molto, Sol mayor, 2/4
—"Et resurrexit..." Allegro spiritoso, Do mayor, 3/4
4. "Sanctus" Andante con moto, Do mayor, 4/4
5. "Benedictus" Allegro moderato, D mayor, 3/4
—"Osanna..." Allegro, Do mayor, 4/4
6. "Agnus Dei" Largo, Do mayor, 3/4
—"Dona nobis pacem..." Allegro con fuoco, Do mayor, 4/4

La premiere austriaca fue realizada en Kremsmünster en 1792, seguida por una intepretación en Salzburgo en 1796.